# Peugeot 302
Peugeot 302 — компактный автомобиль, представленный Peugeot в 1936 году на Парижском автосалоне и продававшийся до 1938 года.

## Общий обзор
Фактически, 302 — это укороченная версия Peugeot 402, с уменьшенным двигателем. В производство модель пошла год спустя после 402. Как и другие модели компании, 302 имел эмблему с изображением головы льва в верхней части решётки радиатора.
Более аэродинамический 302 был хорошо принят на рынке, однако он был на класс больше, чем Citroën Traction Avant, который внёс значительные изменения в книгу правил классификации автомобилей, когда был запущен в производство в 1934 году, а также получил множество версий с различными двигателями и разной колёсной базой. Тем не менее, 302 мог конкурировать с Citroën, так как имел несколько модификаций, к тому же этому способствовал большой потребительский спрос на компактные (в те времена — среднеразмерные) седаны.

## Кузов
302 точно следовал стилю большего 402, однако решётка радиатора была более наклонённой, а фары — располагались за ней. На нижней части решётки также находилась надпись «302», окрашенная в патриотичные синий, белый и красный цвета, через ноль которой проходило отверстие для стартера.
В дополнение к седану продавалось также небольшое количество иных модификаций кузова, в том числе и от кузовостроителя «Darl'mat», который строил родстеры и кабриолеты с автоматической откидной стальной крышей, дизайн которых был запатентован Жоржем Полином в 1931 году.
За 2 года производства было произведено 25,083 экземпляров 302.